# لي كونيتز
لي كونيتز (بالإنجليزية: Lee Konitz)‏ (و.13 أكتوبر 1927 - 15 أبريل 2020) كان مؤلفًا لموسيقى الجاز وعازف ساكسفون ألتو الأمريكية. كان يعتقد أنه أحد الأشخاص الرئيسيين المشاركين في حركة الجاز الرائعة في الأربعينيات والخمسينيات من القرن العشرين. قام كونيتز بأداء ناجح في مجموعة واسعة من أنماط الجاز، بما في ذلك البيبوب وموسيقى طليعية.
ولد كونيتز في شيكاغو في 13 أكتوبر 1927.
توفي كونيتز في المدينة نيويورك في 15 أبريل 2020 نتيجة الإصابة بـ COVID-19 .

## روابط خارجية
- لي كونيتز على موقع IMDb (الإنجليزية)
- لي كونيتز على موقع الموسوعة البريطانية (الإنجليزية)
- لي كونيتز على موقع ميوزك برينز (الإنجليزية)
- لي كونيتز على موقع أول ميوزيك (الإنجليزية)
- لي كونيتز على موقع ديسكوغز (الإنجليزية)
- لي كونيتز على موقع قاعدة بيانات الفيلم (الإنجليزية)
- مقابلة عام 1985
- لي كونيتز: 12 ثنائيًا يتذكرها تييري كينوم (Jazz.com)
- Lee Konitz Trio: Live At The Village Vanguard من NPR